# Dărmănești (Dâmbovița)
Pour les articles homonymes, voir Dărmănești.
Dărmănești est une commune du județ de Dâmbovița en Roumanie.